# Па Конате
Па Конате (швед. Pa Konate, нар. 25 квітня 1994, Мальме) — гвінейський та шведський футболіст гвінейсько-гамбійського походження, захисник клубу «Ботев» і збірної Гвінеї.

## Клубна кар'єра
Народився у Швеції в сім'ї гвінейця і гамбійки. У дорослому футболі дебютував 2013 року виступами за команду клубу «Мальме», в якій протягом дебютного сезону взяв участь лише у 6 матчах чемпіонату.
На початку 2014 року був відданий в оренду до клубу «Естерс», в якому протягом першої половини сезону був основним обронцем і відіграв у першості 15 матчів.
Влітку «Мальме» відкликав гравця з оренди аби забезпечити достатню кількість гравців оборонного амплуа після того, як команду залишили Міко Альборнос і Махмут Езен. Відтоді встиг відіграти за команду з Мальме 18 матчів в національному чемпіонаті.
Влітку 2017 року Па Конате підписав 3-річний контракт з італійським СПАЛом. За клуб із Феррари він провів всього два матчі.
Після цього Конате безуспішно змінив кілька клубів, поки не перейшов до пловдивського «Ботева». Станом на 4 грудня зіграв за нього у чемпіонаті Болгарії 24 матчі, в яких забив 3 голи і зробив 4 результативні передачі.

## Виступи за збірну
З 2013 року залучається до складу молодіжної збірної Швеції. На молодіжному рівні зіграв у 7 офіційних матчах. У складі цієї команди став переможцем молодіжного Євро-2015.
6 січня 2016 року в товариському матчі проти збірної Естонії (1:1) Конате дебютував за збірну Швеції, замінивши у другому таймі Адама Лундквіста. Загалом протягом року зіграв за збірну у трьох товариських іграх.
Того ж року у складі олімпійської збірної Швеції взяв участь в Олімпійських іграх у Ріо-де-Жанейро. На турнірі він зіграв у всіх трьох матчах, але його команда посіла останнє місце у групі.
У 2019 році Па змінив футбольне громадянство, дебютувавши за збірну Гвінеї 15 жовтня у товариському матчі зі збірною Чилі.

## Титули і досягнення
- Чемпіон Швеції (4): 2013, 2014, 2016, 2017
- Володар Суперкубка Швеції: 2014
- Чемпіон Європи (U-21): 2015